# Leiocithara
Leiocithara é um gênero de gastrópodes pertencente a família Mangeliidae.

## Espécies
- Leiocithara angulata (Reeve, 1846)
- Leiocithara apollinea (Melvill, 1904)
- Leiocithara costellarioides Kilburn, 1992
- Leiocithara infulata (Hedley, 1909)
- Leiocithara lischkei (E. A. Smith, 1888)
- Leiocithara longispira (E. A. Smith, 1879)
- Leiocithara macrocephala (Thiele, 1925)
- Leiocithara musae (Thiele, 1925)
- Leiocithara opalina (E. A. Smith, 1882)
- Leiocithara perlucidula Kilburn, 1992
- Leiocithara porcellanea Kilburn, 1992
- Leiocithara potti (Sturany, 1900)
- Leiocithara translucens (Barnard, 1958)
- Leiocithara zamula Kilburn, 1992